# Trubnaja
Trubnaja (ryska: Трубная) är en tunnelbanestation på Ljublinsko–Dmitrovskaja-linjen i Moskvas tunnelbana.
Stationen öppnades 30 augusti 2007 som en del av den förlängning som görs norrut på Ljublinsko–Dmitrovskaja-linjen. Stationen är viktig och var länge efterlängtad, eftersom den erbjuder byte till Serpuchovsko–Timirjazevskaja-linjen.
Bygget av stationen påbörjades redan 1986, men Sovjetunionens upplösning 1991 gjorde att arbetet avstannades. Först 2005 då bygget fick nya ekonomiska medel fortsatte konstruktionen och två år senare stod stationen färdig.
Stationens väggar och portaler är klädda i varm, beige marmor. Som kontrast är pelarna och paneler på väggarna i mörkgrön marmor. Golven har geometrisk formgivning i polerad mörkgrön, svart och ljusgrå granit.